# Osborne Vixen
O Osborne Vixen (também conhecido como Osborne 4) foi um computador "transportável" lançado pela Osborne Computer Corporation em 1984, em substituição ao Osborne Executive.
A máquina pesava cerca de 8 kg, tinha um preço inicial de US$ 1.298 e podia receber um HD de 10 MiB (ao preço de US$ 1.498). Foi lançada depois do início do processo de concordata do fabricante, e embora viesse acompanhada do tradicional "pacote"  de software oferecido pela Osborne (Wordstar, Supercalc e CP/M, entre outros), não obteve grande sucesso comercial.

## Características
| UCP           | Zilog Z80A em 4,00 MHz                                                                   |
| RAM           | 64 KiB                                                                                   |
| ROM           | ? KiB                                                                                    |
| Teclado       | mecânico, 60 teclas                                                                      |
| Display       | monitor monocromático de 7" embutido; texto: 80×24 linhas.                               |
| Som           | alto-falante interno                                                                     |
| Portas        | 1 porta paralela, 1 porta RS232C, saída para monitor de vídeo externo                    |
| Armazenamento | 2 acionadores de disquete de 5" 1/4, meia altura, 400 KiB cada ou HD de 10 MiB opcional. |